# GasGas

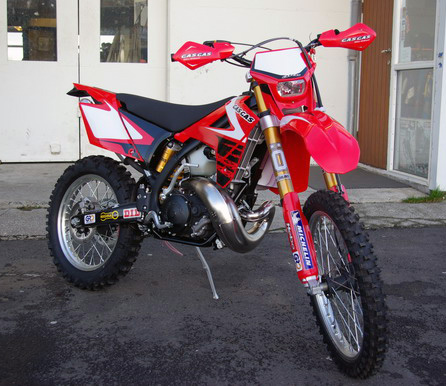
GasGas EC 300 Baujahr 2009

GasGas Motos S.a. ist ein spanischer Motorradhersteller. GasGas fertigt vor allem Wettbewerbsmaschinen für den Trial- und den Endurosport. Das Unternehmen hat seinen Sitz in Salt bei Girona und rund 350 Beschäftigte.
Die Produktpalette umfasst Offroad-Motorräder für die Disziplinen Trial, Motocross, Enduro, Supermoto sowie Quads. 2005 betrug der Marktanteil in Europa bei den Trialmotorrädern 40,8 % und bei Zweitakt-Enduro-Motorrädern 28,8 %.

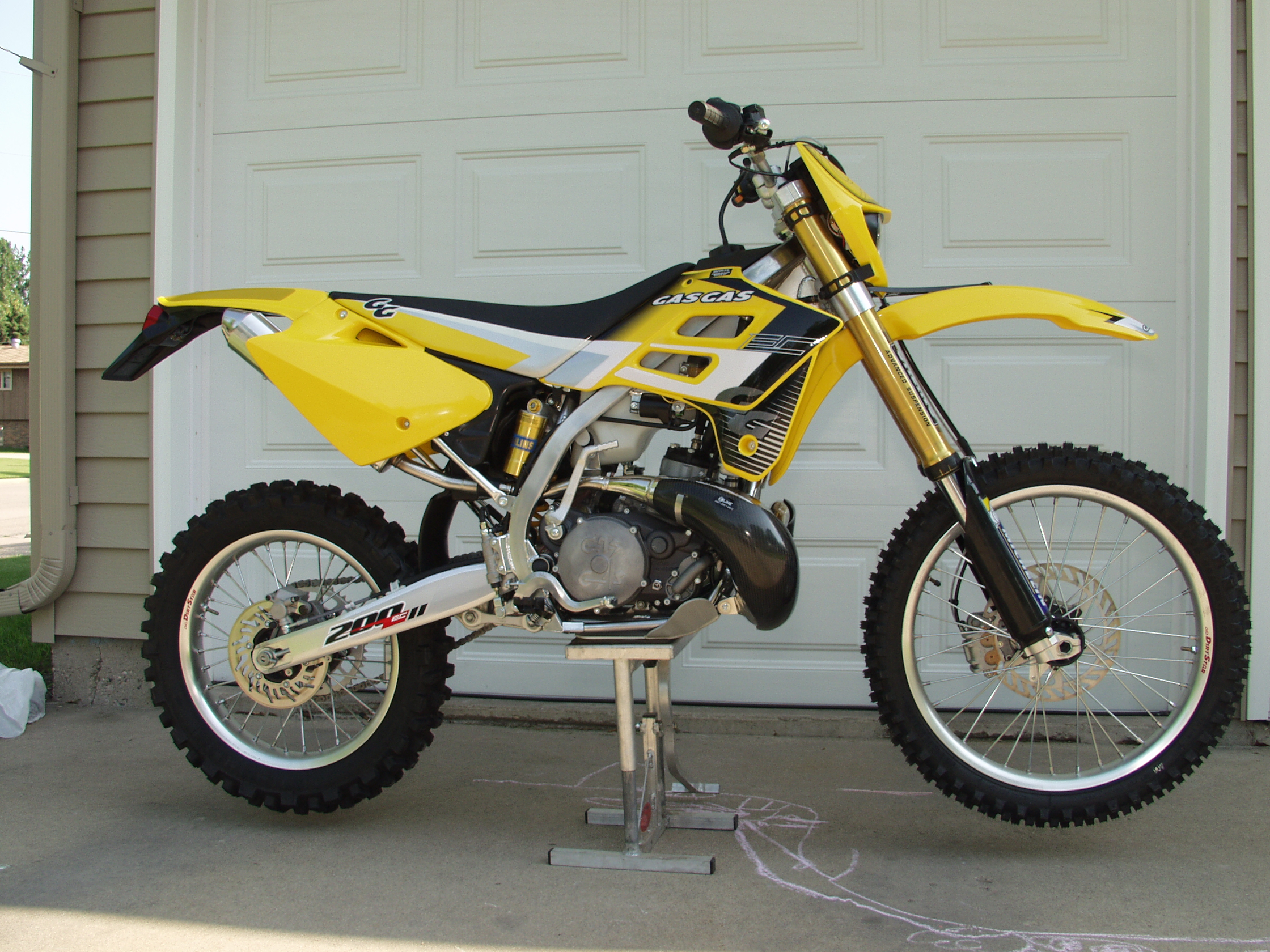
GasGas EC 200 Baujahr 2003

## Geschichte
1971 gründeten der Bultaco-Werksfahrer Narcis Casas und Josep M. Pibernat mit 600 US-Dollar einen Motorrad- und Zubehörhandel für den Trialsport. Die durch Casas im Sport erworbenen Erfahrungen flossen schließlich 1985 in die Konstruktion des Trialmotorrades Halley 327 ein. 1986 konnte mit dieser Maschine ein 14. Platz in der Weltmeisterschaft errungen werden. 1990 präsentierte man das Modell GT, erstmals wurden in einer Trialmaschine ein Deltaboxrahmen und eine Upsidedown-Gabel verbaut, dieses Modell wurde erfolgreich im Wettkampfsport eingesetzt und war ein Verkaufsschlager. 1992 begann man dann mit der Produktion von Modellen für den Endurosport, zuerst waren dies Motorräder der Klassen 125 cm³- und 250 cm³-Zweitakt. Von 1993 bis 1996 setzte man Motoren von TM Racing ein, bevor man dann auf selbstentwickelte Triebwerke umstieg. 1996 gelang Paul Edmondson der erste Enduro-Weltmeistertitel für das Werk, 1999 und 2003 folgten weitere Titel. 2001 stellte man ein neues Produktionsgebäude fertig, in dem jährlich 14.000 bis 16.000 Motorräder produziert werden. 2002 stellte man das erste Enduromotorrad mit einer elektronischen Einspritzanlage vor.
2015 stellte das Unternehmen einen Konkursantrag und wurde danach durch Torrot Electric übernommen.
Im Oktober 2019 verkaufte Torrot Electric 60 % von GasGas an KTM, im Juli 2020 wurde bekannt, dass KTM GasGas vollständig übernimmt.

## Modellpalette
Die 2017er Modelle von GasGas waren:
| Trial ohne Straßenzulassung |                   |                   |                  |                   |
| • TXT 50 Boy                |                   |                   |                  |                   |
| Trial mit Straßenzulassung  |                   |                   |                  |                   |
| • TXT 125 Racing            | • TXT 250 Racing  | • TXT 280 Racing  | • TXT 300 Racing | • TXT 250 Contakt |
| Enduro 2-Takt               |                   |                   |                  |                   |
| • EC 200 E Racing           | • EC 250 E Racing | • EC 300 E Racing |                  |                   |
| Elektrik                    |                   |                   |                  |                   |
| • Kids E12                  | • Kids T12        |                   |                  |                   |

Das Enduroprogramm wurde im März 2020 an Rieju verkauft.

## Erfolge
- 1993–1995: Jordi Tarrés, Weltmeistertitel Trial Outdoor
- 2003–2006: Adam Raga, Weltmeistertitel Trial Indoor
- 2005–2006: Adam Raga, Weltmeistertitel Trial Outdoor
- 1996: Paul Edmondson, Weltmeistertitel Enduro 250 cm³-Zweitakt
- 1999: Petteri Silvan, Weltmeistertitel Enduro 250 cm³-Zweitakt
- 2003: Petri Pohjamo, Weltmeistertitel Enduro 125 cm³-Zweitakt
- 2005: Cristobal Guerrero, Junior-Weltmeistertitel Enduro
- 2009: Ludivine Puy Frankreich Damen-Wertung
- 2010: Ludivine Puy Frankreich Damen-Wertung
- 1996, 1997, 2000 und 2004: Christian Pfeiffer, ErzbergRodeo auf Enduro EC300
- 2022: Sam Sunderland, Sieger Rallye Dakar

## Rennsport
Seit 2021 tritt GasGas in der Moto3-Klasse der Straßen-Weltmeisterschaft an und rüstet das Aspar Team aus. 2022 trat das GasGas-Factory-Racing-Team mit Sam Sunderland und  Daniel Sanders zur Rallye Dakar 2022 an.